# 山種美術館
山種美術館（やまたねびじゅつかん）は、東京都渋谷区広尾にある日本画専門の美術館。
公益財団法人山種美術財団（理事長：山﨑妙子）によって管理・運営されている。

## 概要
1966年（昭和41年）7月、証券会社・山種証券（現：SMBC日興証券）と同社創業者の山崎種二が蒐集した数百点に及ぶ美術コレクションを展観する国内初の日本画専門常設展示施設として、東京都中央区日本橋兜町に開館した。
その後、1998年（平成10年）10月の千代田区三番町への仮移転を経て、2009年（平成21年）10月、現在地である渋谷区広尾に新築されたビル「ワイマッツ広尾」に移転した。建物は『美術館, 賃貸オフィス [山種美術館 / YMATS HIROO]』として、2010年度グッドデザイン賞受賞。
速水御舟、川合玉堂、奥村土牛のコレクションをメインとして、近代・現代の日本画を中心に約1,800余点を所蔵している。そのなかには、近世・江戸期の作品も含めて重要文化財に指定された作品が6点含まれている。また長期間の展示に弱い日本画を管理し、定期的に企画展を開催している。
御舟コレクションの大部分は、安宅コレクションに由来し、安宅産業破綻に伴って、同社の最大の債権者であった住友銀行の樋口廣太郎（当時・常務）が、山種美術館の運営母体である山種証券の山崎富治（当時・社長）に購入を依願し、1976年（昭和51年）に美術館を運営する山種美術財団に有償一括譲渡されたものである。速水御舟の作品を好んだ山崎富治が入手していた作品に一括購入された105点を加えて、計120点のコレクションとなって以来、「御舟美術館」として親しまれてきた。
広尾への移転開館10周年を記念して、2019年6月から8月まで「生誕125年記念 速水御舟」展が開催され、御舟コレクションの全作品が10年ぶりに公開された。
ロゴマークは制作は佐藤卓、「日本画」と「YAMATANE」の2つの言葉を重ね合わせたものであり、色は東山魁夷の好んだ群青色を実際に使用された色絵の具から選んだもの、並べられる館名は安田靫彦による揮毫である。

## 主な所蔵作品
近世絵画

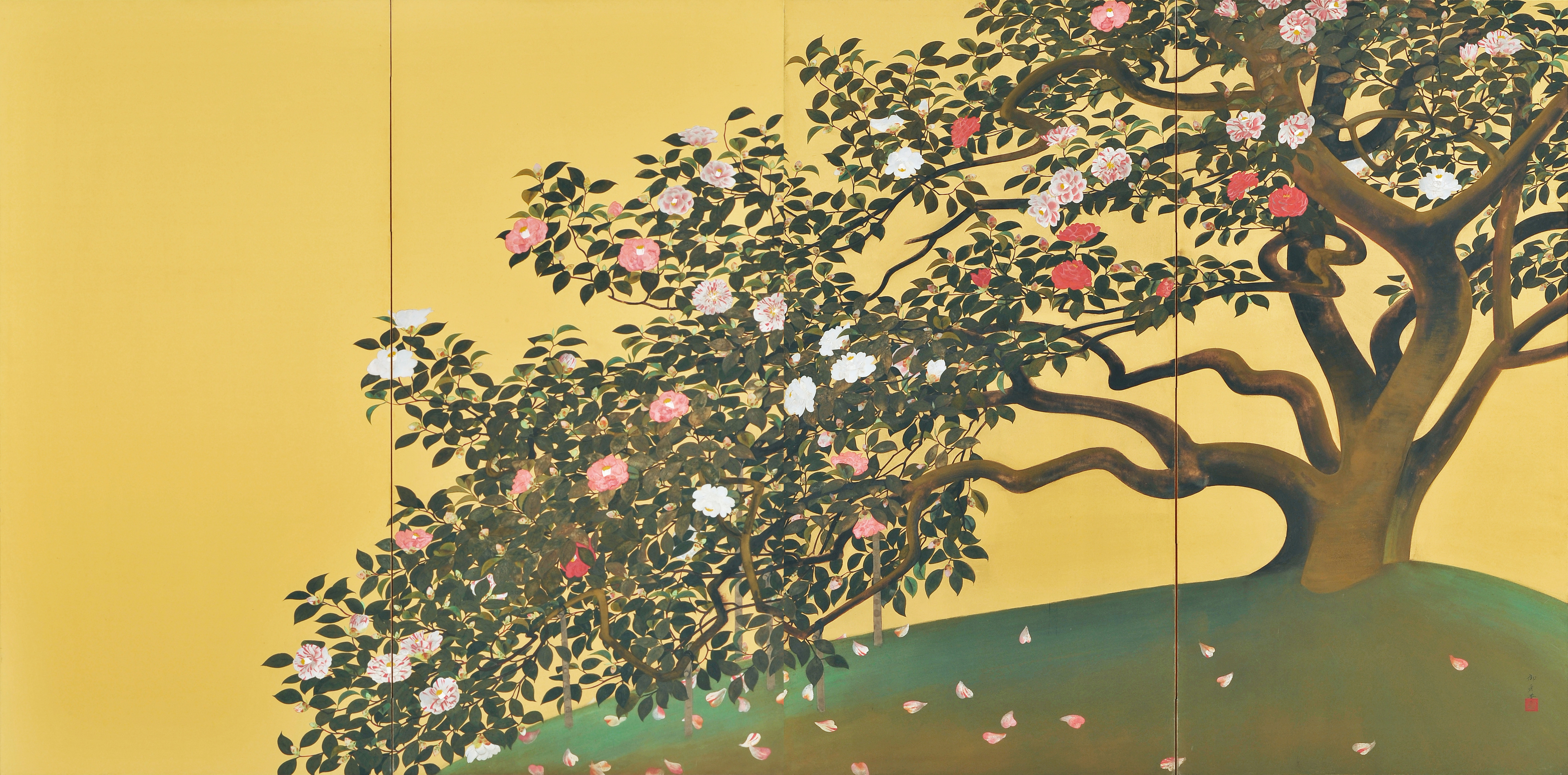
速水御舟『名樹散椿図』

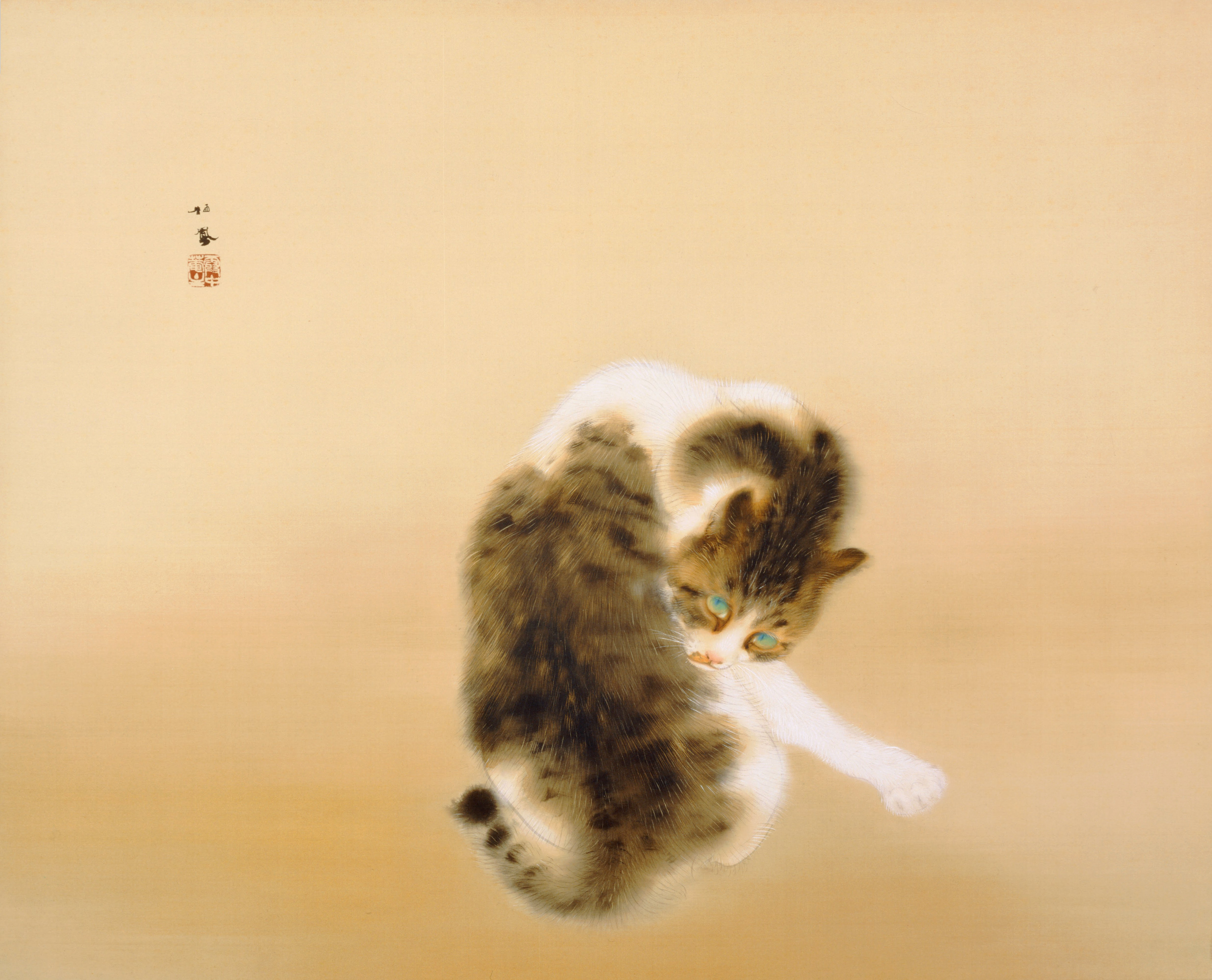
竹内栖鳳『斑猫』

速水御舟『炎舞』

- 岩佐又兵衛 - 『官女観菊図』（重要文化財）
- 酒井抱一 - 『秋草鶉図』
- 椿椿山 - 『久能山真景図』（重要文化財）

近代日本画
- 竹内栖鳳 - 『班猫』（重要文化財）
- 横山大観 - 『作右衛門の家』、『心神』
- 下村観山 - 『老松白藤』
- 川合玉堂 - 『早乙女』
- 上村松園 - 『砧』、『春芳』、『牡丹雪』
- 鏑木清方 - 『伽羅』
- 小林古径 - 『清姫・日高川』
- 村上華岳 - 『裸婦図』（重要文化財）
- 速水御舟 - 『炎舞』（重要文化財）、『名樹散椿』（めいじゅちりつばき、重要文化財）、『翠苔緑芝』（すいたいりょくし）
- 奥村土牛 - 『鳴門』、『醍醐』
- 安田靫彦 - 『出陣の舞』
- 前田青邨 - 『蓮台寺の松陰』
- 川端龍子 - 『鳴門』
- 村上華岳 - 『裸婦図』
- 東山魁夷 - 『年暮る』
- 佐伯祐三 - 『レストラン （オ・レヴェイユ・マタン）』
- 佐藤太清 - 『清韻』、『白鷺』

## アクセス
- JR恵比寿駅西口から徒歩10分
- 東京メトロ日比谷線恵比寿駅2番出口から徒歩10分